# Jan Tadeusz Bisping
Jan Tadeusz Bisping herbu własnego (ur. ok. 1741, zm. 28 września 1822) – marszałek starodubowski i poseł na Sejm Rzeczypospolitej, właściciel majątków w pow. wołkowyskim.

## Życie i działalność publiczna
Pełnił liczne godności ziemskie związane z utraconym przez Rzeczpospolitą powiatem starodubowskim województwa smoleńskiego. Był kolejno: horodniczym starodubowskim (1765-1767), podstolim starodubowskim (1767-1773), pisarzem ziemskiego starodubowskim (1773-1781), chorążym starodubowskim (1781-1786) i marszałkiem starodubowskim (1786-1810). Na tym ostatnim stanowisku 12 marca 1786 roku zastąpił swego zmarłego ojca Bolesława. W 1764 r. podpisał elekcję Stanisława Augusta jako chorąży starodubowski. W 1776 otrzymał Order św. Stanisława. Poseł z powiatu starodubowskiego na sejm 1782 roku gdzie został wybrany do Komisji Skarbu Koronnego. Członek Trybunału Wielkiego Księstwa Litewskiego i marszałek trybunału duchownego (1784).
Należał do największych posiadaczy ziemskich w powiecie wołkowyskim województwa trockiego – należały do niego m.in.: Jeziornica, Konna, Siedzielniki, Januszyn, Mąciaki, Hołowczyce oraz zakupiona od Jerzego Sienno-Siennickiego Strubnica. Według Witolda Kapryzy: Pozwalało to na prowadzenie wielkopańskiego życia i uprawianie kosztownych polowań. Dobra puszczano w zastaw, a gdy nie starczało grosza, aby je wykupić, powoli wypadały z rąk Bispingów. Utarło się nawet powiedzonko Prahrau ty Jeziernicu, Pratrubisz i Strubnicu, albo: Bispinga psy zjadły.” Pochowany został obok żony w Strubnicy – przed kościołem do dzisiaj zachował się jego pomnik, na którym wyryto słabo już czytelny napis, kończący się słowami: „Nagrobek wystawiony Rodzicom przez wdzięczne dzieci, którzy przechodniów proszą o troje Pozdrowienia Anielskie”

## Rodzina
Pochodził z litewsko-polskiej linii Bispingów. Syn marszałka starodubowskiego Bolesława i Rozalii z Adamowiczów. Ożeniony w 1780 z Anną z Mikulskich (ok. 1749 – ok. 1820 r.) córkę Michała i Józefy z domu Wołłowicz. Miał z nią synów pułkownika wojsk polskich Adama (1782-1858) i marszałka wołkowyskiego Piotra Michała (1787-1848) oraz córki Rozalię – żonę Józefa Bychowca (1778-1845) i Teklę – żonę Tadeusza Siehenia (1802-1850).